# フィリップ・スキッポン

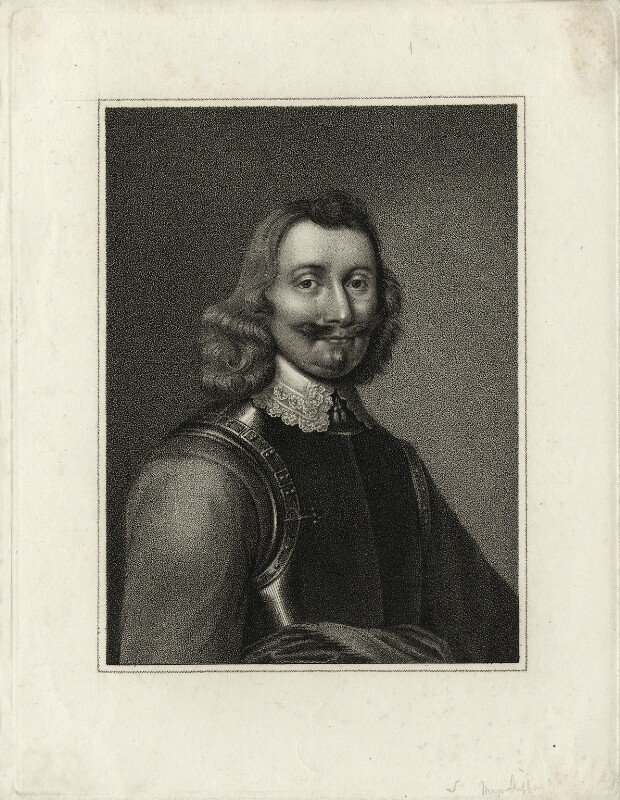
フィリップ・スキッポン

フィリップ・スキッポン（英：Philip Skippon, 1600年ごろ - 1660年2月20日ごろ）は、清教徒革命（イングランド内戦）期のイングランド王国およびイングランド共和国の軍人・政治家。名はスキポンとも。

## 生涯
若いころに軍職を購入してプファルツ選帝侯兼ボヘミア王フリードリヒ5世の救援に向かったサー・ホレス・ヴィアーの遠征隊に志願、1623年に敗れるまで2度にわたるフランケンタールの包囲戦に参加した。その後オランダでオランダ総督マウリッツに仕え、1625年と1637年のブレダ包囲戦で負傷、1629年にスヘルトーヘンボスとマーストリヒトが攻撃されるとヴィアーの下で出撃した。1632年にはマーストリヒト包囲戦でも出撃して優秀さを示し少佐に昇進した。また、宗教に深い興味を抱き、家族のために宗教的冊子を書いていた。
軍歴18年の1638年にイングランドへ帰国、翌1639年10月23日にイングランド王チャールズ1世から名誉砲兵隊の指揮を執ることを勧められ承諾、ロンドンへ移った。ところが1642年1月8日にチャールズ1世と対立していた議会（長期議会）からロンドン民兵団の指揮を与えられると、議会を支持してロンドンへ押し寄せた群衆と合流、恐怖に駆られたチャールズ1世が10日にロンドンから逃亡する事態になった。これは4日にチャールズ1世が捕らえようとした議会指導者5名をシティ・オブ・ロンドンが匿った事件が発端であり、これ以後スキッポンは議会派として行動、王党派のジョン・バイロンが籠るロンドン塔を封鎖、5月10日はシティの連隊を査閲、ヨークにいたチャールズ1世から味方になるよう命じられたが拒否、議会は国王の命令を違法と宣言した。
第一次イングランド内戦における10月23日のエッジヒルの戦い、11月12日のブレントフォードの戦いには参加していないが、議会軍司令官のエセックス伯ロバート・デヴァルーの軍を増強するため民兵団を訓練し続けた。11月13日のターナム・グリーンの戦いで国王軍に直面した時、訓練を受けていない民兵を激励、戦後エセックス伯により陸軍少将へ昇進した。自分の献身を記した宗教冊子『あるキリスト教徒の百人隊長』を出版する一方、議会指導者ジョン・ピムと協力してエドマンド・ウォラーなど王党派の内通者摘発と威嚇に努めた。
1643年9月20日の第一次ニューベリーの戦いで左翼の指揮を執り国王軍を撃退、翌1644年のロストウィシエルの戦いでエセックス伯に同行したが、王党派に包囲されたエセックス伯が海路脱出すると代わりに議会軍の指揮を執ったが、戦況不利のためチャールズ1世と交渉して9月1日に武器を全て放棄する条件で降伏、町から退去した。同年10月27日、歩兵を召集して第二次ニューベリーの戦いではマンチェスター伯エドワード・モンタギューの指揮下でオリバー・クロムウェル、ウィリアム・ウォラー、ウィリアム・バルフォアらと共に別働隊を編成、チャールズ1世の甥モーリスが守るスピーンの村と丘を占拠、ロストウィシエルで失った大砲を奪還したが、マンチェスター伯の不首尾で戦いは引き分けに終わった。
1645年2月にトーマス・フェアファクスを総司令官とするニューモデル軍が創設されると副司令官に任命され、兵士の再登録にあたった。しかし騎兵戦の経験が無かったためクロムウェルも副司令官となった状態で6月14日のネイズビーの戦いに臨み、中央で歩兵隊を指揮して国王軍に挑んだが、攻撃の最中重傷を負うも戦場から離れず戦い続けた。戦後議会からこの行動を感謝され医者が派遣されたが、復帰には長い時間がかかり、1646年のオックスフォード包囲戦に加わっただけだった。内戦終結後は議会と軍が対立、議会が軍縮の一環としてアイルランド遠征に軍の一部を派遣する計画が上がるとその指揮官に目されたが、スキッポンはクロムウェルらと共に軍の議会への抗議を提出、議会からは軍の実情を調査する役割を任じられ、軍と議会の仲裁にあたった。
スキッポンは長老派と独立派の中間を維持しつつ、国王との和睦を実現すべく努力したが、軍がその行動を破棄したため実現しなかった。国王裁判で裁判官の1人として指名されたが欠席、イングランド共和国が成立すると1654年・1656年・1658年の第一議会・第二議会でキングス・リン選挙区から議員に選出された。1655年に軍政監の1人にも選ばれ、ロンドンとミドルセックスの軍管区を担当した。ここではジョン・バークステッドを代理に立てて不道徳・不信心を取り締まり、スキッポンの人気は高かったが、行事に悪影響をおよぼす恐れから取り締まりを停止した。
議会ではほとんど発言しなかったが、ジェームズ・ネイラーに関するコメントを残している。第二院の議員にも選ばれ、庶民から尊敬され続けた。クロムウェルの死後ランプ議会から復元された長期議会により再びロンドン民兵団の指揮官に任命されたが、加齢で衰弱していたため情勢が王政復古へ到達する直前の1660年3月（または2月）に死亡した。
プファルツでメアリー・カムズ・オブ・フランケンタールという女性と結婚、彼女との間に生まれた同名の息子フィリップはダンウィッチ選挙区選出議員になった。